# 柊マグネタイト
柊マグネタイト（ひいらぎマグネタイト）は、日本の音楽家、ボカロP。別名、磁鉄鉱P、薩摩P、薩摩ホグワーツPとしても知られる。代表曲は「マーシャル・マキシマイザー」、「テトリス」、「リアライズ」、「終焉逃避行」など。

## 経歴
ニンテンドーDSの作曲ソフト「KORG M01」で作曲を始めたのち、バンド活動を行った。その後VOCALOIDを使用した楽曲を作りはじめ、2019年の時期に平沢進の存在を知る。
2020年9月3日、「或世界消失」を投稿して柊マグネタイト名義でデビューした。この曲はおよそ11分半という異例の長さを持っている。その後2作目の「旧約汎化街」でニコニコ動画内で10万回再生を突破し「VOCALOID殿堂入り」を果たした。
2020年12月に開催された「The VOCALOID Collection 2020 Winter」では、参加した楽曲「終焉逃避行」でルーキー部門1位を獲得した。
2021年には、YouTubeでサブチャンネル「柊サブネタイト」を開設し、4月24日にKanaria「KING」のリミックスを投稿した。
2021年8月21日、YouTubeとニコニコ動画にて、CeVIO AIの音楽的同位体 可不を使用した「マーシャル・マキシマイザー」を投稿した。この楽曲は、同年11月にニコニコ動画で再生回数100万回（CeVIO伝説入り）を達成し、可不を使用した楽曲の中で史上3曲目のミリオン達成楽曲となった。柊はこの楽曲によりさらに注目を浴び、多くの歌ってみたやアレンジなどの二次創作が投稿されている。2021年を代表するボカロ曲であるとされる。2022年2月25日には CeVIO AI 音楽的同位体 可不の 1st アルバム『シンメトリー』に収録され、フィジカルリリースされた。
楽曲などの創作は、以前はデスクトップパソコンやスピーカーなどを使っていたが、2021年現在は、ほとんどノートパソコンで制作している。
2023年3月7日に、楽曲「薩摩ホグワーツのテーマ」を投稿し、ニコニコ動画ではいいね数自己ベストおよび、殿堂入り（再生数10万回突破）するまでにかかった時間の自己ベストを更新した。
2023年に、スマホゲーム「プロジェクトセカイ カラフルステージ！ feat. 初音ミク」に登場するユニット「Vivid BAD SQUAD」への書き下ろし楽曲の制作を「C'Na,雪乃イト」らと共に担当したことを発表した。同年8月19日にゲーム内で遊べる楽曲として収録されると同時に、YouTubeとニコニコ動画にて、初音ミクが歌唱する「リアライズ」が公開された。プロジェクトセカイ公式YouTube等ではVivid Bad Squadと初音ミクの歌唱バージョンも公開された。本作は「VOCALOID殿堂入り」となり、「ニコニコ VOCALOID SONGS TOP20」で首位を獲得した。
2024年8月（幕張）および10月（大阪）に開催された「マジカルミライ 2024」ではテーマソングを依頼され、「アンテナ39」を制作した。
2024年11月8日に投稿した「テトリス」は、ゲーム『テトリス』のBGMに使用されたロシア民謡「コロベイニキ」を引用した楽曲である。発表以降、「ニコニコ VOCALOID SONGS TOP20」や「Heatseekers Songs」などのチャートでは複数回にわたって首位を獲得している。この作品も、二次創作などで話題となった。
2025年2月9日には、歌愛ユキを使用した楽曲「ざぁこ」を公開したが、海外を中心に批判の声が多く上がった。「歌詞・描写に不適切な表現が含まれているという指摘を受けた」として非公開にし、リメイク版ミュージックビデオの制作を公表した。リメイク版である「雑魚」は同年3月10日に公開され、歌詞は変更されずに、歌唱が亞北ネルに変更された。この楽曲はYouTubeでは公開翌日に100万再生を達成し、「リアライズ」および「テトリス」に引き続き「ニコニコ VOCALOID SONGS TOP20」で首位を獲得した。
2025年6月25日には、自身初となるフルアルバム『旧世界レガシー』をリリースする。また、リリースを記念し、自身初となるワンマンライブ「旧世界レガシーLIVE」を代官山UNITにて開催する。

## 人物
好きなアーティストと音楽のルーツとして平沢進を挙げており、現在も「めちゃくちゃハマっている」と語っている。友人とカラオケに行った際に初めて聴き「完全に洗脳されて、帰りに聴きまくってました。」というエピソードを述べている。活動についても憧れていると答えている。また、ニコニコ動画の「平沢進」のタグをよくチェックしており、ハマり始めた時期に観た『エイリアンエイリアンを平沢進っぽくアレンジ』には感激したと語っている。
ボカロPの中で憧れている人は、ナユタン星人である。クラシックやロシア民謡、中田ヤスタカの楽曲も好んでいる。
使用しているVOCALOIDの初音ミクについては、「アンテナみたいな存在」であると表現しており、出会った頃の初音ミクはちょっと歳上のお姉さんであったため、未だにずっとその意識があり、自身にとっては「年下のお姉ちゃん」のような存在であると語っている。
Twitterでいいね×1秒の曲を作ると公言し、7万秒（≒19時間）という異常な長さの曲を現在制作中である。

## ディスコグラフィ

### 楽曲
| 配信日         | タイトル                                       |
| -------------- | ---------------------------------------------- |
| 2020年9月3日   | 或世界消失                                     |
| 2020年10月30日 | 旧約汎化街                                     |
| 2020年12月11日 | 終焉逃避行                                     |
| 2021年6月2日   | 凹面黙示録                                     |
| 2021年8月19日  | アンプランド・アポトーシス                     |
| 2022年1月21日  | ファブリック・フラワー                         |
| 2022年4月27日  | 撫でんな                                       |
| 2022年10月28日 | ヴァイパー／缶缶&柊マグネタイト                |
| 2022年12月14日 | ラッシャイナ                                   |
| 2022年12月21日 | ユニ／柊マグネタイト, 春瀬愛羅, ミドリノハサミ |
| 2022年12月21日 | ユニ（ハルリノver.）                           |
| 2023年6月16日  | リトライ                                       |
| 2023年6月29日  | パーフェクション                               |
| 2023年9月11日  | やめてください                                 |
| 2023年9月11日  | 巫                                             |
| 2023年11月28日 | リアライズ                                     |
| 2024年2月28日  | 可不ェイン                                     |
| 2024年7月26日  | Red Rose                                       |
| 2024年11月26日 | テトリス                                       |
| 2025年3月10日  | 雑魚                                           |
| 2025年3月12日  | カラフル                                       |

## 楽曲提供
| 発売日         | タイトル                           | アーティスト     |
| -------------- | ---------------------------------- | ---------------- |
| 2021年3月17日  | くじら                             | 湯上響花         |
| 2021年6月16日  | 夢現境界層                         | あらき           |
| 2021年10月13日 | ディメンション                     | ヰ世界情緒       |
| 2021年11月19日 | ライヤイヤ                         | 雨模様のソラリス |
| 2022年1月26日  | Eclipse                            | VESPERBELL       |
| 2022年2月22日  | 撫でんな                           | わかばやし       |
| 2022年3月12日  | マジックアワー・ノーオーディエンス | 道明寺ここあ     |
| 2022年4月17日  | クライシス                         | 稀雨             |
| 2022年6月10日  | 今さらサレンダー                   | 梓川             |
| 2022年7月8日   | レイン                             | シユイ           |
| 2022年7月12日  | 刻印                               | ヰ世界情緒×幸祜  |
| 2022年7月31日  | Twilight                           | VESPERBELL       |
| 2022年8月9日   | リロード                           | あらき           |
| 2022年10月1日  | キャンディハウス                   | そらる           |
| 2022年10月28日 | ヴァイパー                         | 缶缶             |
| 2022年11月23日 | イノセント                         | 栗林みな実       |
| 2022年11月26日 | 再見ロマネスク                     | VALIS            |
| 2022年12月24日 | Mercury                            | シユイ           |
| 2023年2月15日  | Cold Garden                        | 広瀬裕也         |
| 2023年5月26日  | リミライチューン                   | uijin            |
| 2023年7月9日   | メイベル                           | いれいす         |
| 2023年8月19日  | リアライズ                         | Vivid-BAD-SQUAD  |
| 2024年1月10日  | ReinE                              | 初兎             |
| 2024年3月20日  | 夜桜                               | フォーエイト48   |

## タイアップ
| 公開日        | タイトル         | タイアップ                                                               |
| ------------- | ---------------- | ------------------------------------------------------------------------ |
| 2022年1月22日 | パーフェクション | maimai 言ノ葉Project 2ndシーズン 「BLACK ROSE」ソング                    |
| 2023年3月19日 | リトライ         | コロコロコミック×ボカコレスペシャル企画「運命の巻戻士」イメージソング    |
| 2024年5月31日 | Red Rose         | スマホゲーム 「#コンパス 戦闘摂理解析システム」”アミスター” テーマソング |
| 2024年7月13日 | アンテナ39       | 初音ミク「マジカルミライ 2024」テーマソング                              |